# Icon of Coil

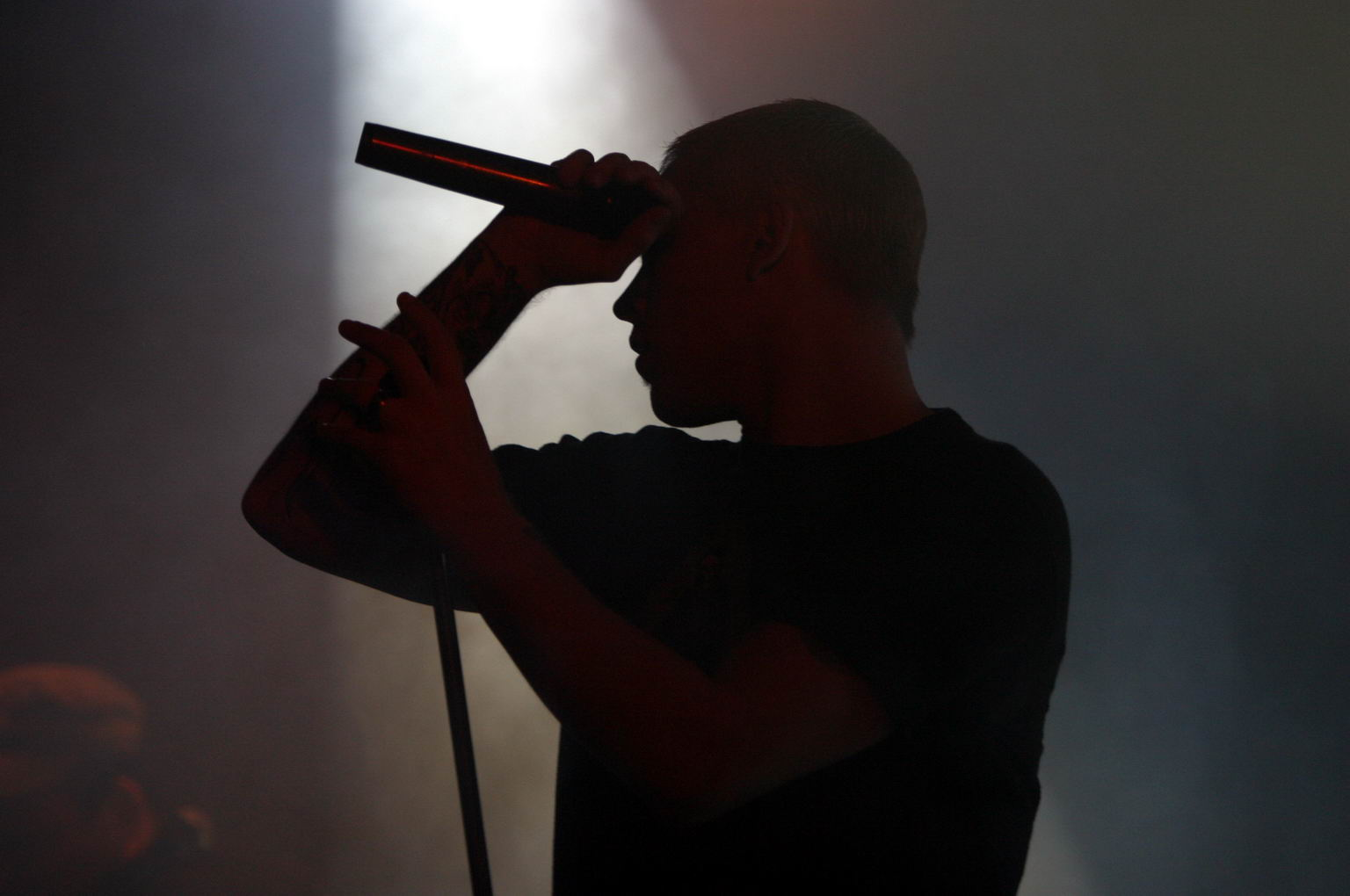
Icon of Coil, 2007

Icon of Coil est un groupe norvégien de futurepop. Il fut créé en comme un projet solo 1997 par Andy LaPlegua, rejoint ensuite par l'ancien membre de Sector 9 (maintenant Moonitor et Zombie Girl) Sebastian Komor pour les live.
Avec la sortie de la Shallow Nation, le premier single, Komor rejoint à temps plein. 
En 2000, Christian Lund rejoint le line-up live. Cette même année sort le premier véritable album du groupe, Serenity is a Devil, qui a grimpé au numéro un du classement de la Deutsche Alternative Charts. Peu de temps après, Lund est devenue un membre à temps plein du groupe.

## Discographie
- Shallow Nation (MCD) (2000)
- Serenity is the Devil (2000)
- One Nation Under Beat (2000)
- Seren EP (2001)
- Access and Amplify (MCD) (2002)
- The Soul is in the Software (2002)
- Android (MCD) (2003)
- SoundDiv EP (2004)
- Machines are Us (2004)
- Machines are Us - édition limitée (2CD - 2004)
- Uploaded & Remixed / Shelter - édition limitée (2CD - 2004)